# De leerling
De leerling is een Nederlandse televisiefilm uit 2015 geregisseerd en geschreven door Rutger Veenstra. De film is onderdeel van de tiende editie van One Night Stand en ging op 27 september 2015 in première tijdens het Nederlands Film Festival.

## Verhaal
De film volgt Nederlands docent Lana die werkzaam is op een middelbareschool. Wanneer zij Benny als nieuwe leerling in haar klas krijgt weet zij zich totaal geen raad met hem. De koelbloedige puber is een ongeleid projectiel die het gemunt heeft op Lana en haar het mikpunt van zijn treiterijen maakt.
Lana is bang voor Benny maar voelt zich ook, tot haar eigen verbazing, tot hem aangetrokken. Uit alle macht probeert ze aan zijn duistere aantrekkingskracht te ontkomen.

## Rolverdeling
| acteur             | personage           |
| ------------------ | ------------------- |
| Halina Reijn       | Lana                |
| Thijs Boermans     | Benny               |
| Ali Ben Horsting   | Lana's man          |
| Romy van der Vaart | Lana's dochter Raya |
| Anna Hermanns      | Lana's collega      |
| Jasha Rudge        | Jeremy              |
| Fenna Ebbinge      | Valery              |

## Achtergrond
De film werd geregisseerd en geschreven door Rutger Veenstra en geproduceerd door Joram Willink en Piet-Harm Sterk namens productiebedrijf BIND. De leerling is onderdeel van de tiende editie van One Night Stand, een initiatief dat ieder jaar meerdere televisiefilms uitbrengt om talent te stimuleren.
De leerling ging op 27 september 2015 in première tijdens het Nederlands Film Festival. Twee weken later, op 9 oktober 2015, maakte de film zijn televisiedebuut toen het werd uitgezonden door NPO 3.